# Franco Pironi
Franco Pironi (Milano, 16 dicembre 1898 – Milano, 12 ottobre 1986) è stato un calciatore italiano, di ruolo difensore.

## Carriera
Esordisce con la maglia dell'Enotria Goliardo durante dei tornei nel 1917; alla fine della prima guerra mondiale, con la ripresa dei campionati, continua a vestire la maglia della formazione milanese nel campionato di Prima Categoria, massimo livello calcistico dell'epoca.
Dopo due stagioni si trasferisce all'Atalanta, con cui disputa 6 presenze nel campionato 1921-1922, sempre in Prima Categoria; la stagione seguente la disputa invece con la maglia dell'US Milanese, dove conclude la carriera.
A causa della mancanza di archivi storici, non è possibile quantificare con esattezza le sue presenze: le uniche accertate sono le 6 con l'Atalanta nella stagione 1921-1922.